# Pseudophilautus rus
Espèce
Synonymes
- Philautus rus Manamendra-Arachchi & Pethiyagoda, 2005

Statut de conservation UICN

 NT  : Quasi menacé
Pseudophilautus rus est une espèce d'amphibiens de la famille des Rhacophoridae.

## Répartition
Cette espèce est endémique du centre du Sri Lanka. Elle se rencontre dans la région de Kandy entre 500 et 800 m d'altitude,.

## Description
Pseudophilautus rus mesure de 20 à 24 mm. Son dos est brun foncé avec des taches claires. Ses flancs sont noisette sur la partie supérieure et jaune pâle taché de brun foncé sur la partie inférieure. Son ventre varie du jaune au jaune orangé avec une pigmentation brun foncé.

## Étymologie
Son nom d'espèce, du latin rus, « champ, campagne », lui a été donné en référence au fait que cette espèce se rencontre fréquemment dans les jardins de la banlieue de Kandy.

## Publication originale
- Manamendra-Arachchi & Pethiyagoda, 2005 : The Sri Lankan shrub-frogs of the genus Philautus Gistel, 1848 (Ranidae: Rhacophorinae), with description of 27 new species. The Raffles Bulletin of Zoology, Supplement Series, no 12, p. 163-303 (texte intégral).